# تفجير هشارون مول 2001
تفجير هشارون مول 2001 هو تفجير نفذته حركة المقاومة الإسلامية (حماس) في 18 مايو 2001 في هشرون مول في نتانيا بإسرائيل، مما أدى لمقتل 5 مستوطنين إسرائيليين، وإصابة أكثر من 100 بجروح.

## منفذ العملية
أدى الشاب الفلسطيني محمود احمد مرمش صلاة الفجر في المسجد واشترى كيسا من الحلوى لامه قبل ان ينطلق في مهمته. وفي رسالة قصيرة كتبها مرمش قبل ان يشرع في تنفيذ العملية قال «ان أي شخص يعتقد ان دين الله سينتصر بغير جهاد ولا دماء ولا اشلاء فانه وأهم ولا يعرف طبيعة الإسلام». وبالإضافة إلى مرمش «21 سنة» والذي كان يعمل في متجر قتل إسرائيليين فوق المئة في الهجوم الذي وقع في مدينة نتانيا الإسرائيلية والذي يعد واحدا من اشد الهجمات. وكان الشاب تقيا في دينه. فقد استيقظ مبكرا امس الجمعة وصلى الفجر في مسجد بمسقط رأسه في مدينة طولكرم بالضفة الغربية وفي طريق عودته احضر كيسا من الحلوى. وقالت عائشة والدة مرمش انها لم تكن تعرف ان ابنها عضو في الجناح العسكري لحركة المقاومة الإسلامية «حماس» المعروفة بشن هجمات ضد اهداف إسرائيلية. وذكرت الام للصحفيين ان ابنها غادر المنزل في الثامنة صباحا ثم سمعت في وقت لاحق انه نفذ هجوما. وقال شهود عيان ان الشاب حاول دخول مركز التسوق الذي كان مزدحما قبل اجازة يوم السبت لدى اليهود. وعندما اوقف حارس امن الشاب قام بتفجير ما كان يلفه حول وسطه من متفجرات. واعلنت حماس مسؤوليتها عن الهجوم الذي ادانته السلطة الفلسطينية وحثت إسرائيل على ضبط النفس. وقالت عائشة ان ولدها وهو واحد من بين تسعة أبناء كان يشعر بالإحباط بعدما منعته قوات الامن الاسرائيلية مرارا من السفر إلى الاردن. واضافت انه اعتقل لفترات قصيرة عدة مرات بينما كان يحاول عبور الجسر الخاضع لسيطرة إسرائيل والذي يربط بين الضفة الغربية والأردن. وقال سامر الشقيق الأكبر لمحمود مرمش ان هذه العملية هي نتيجة لما يعيش جميع الفلسطينيين في ظله من معاناة واحباط. وتدفق فلسطينيون على منزل مرمش بعدما ذاعت انباء الهجوم في انحاء المدينة التي يقطنها أكثر من 40 الف شخص. وبدلا من تقديم القهوة السادة للمعزين كما هو معتاد في مثل هذه المناسبات قدمت لهم اسرة مرمش قطع الحلوى التي اشتراها فقيد الاسرة بنفسه في الصباح.

## وصلات خارجية
- CNN's Sheila MacVicar describes bomb scene نسخة محفوظة 6 أكتوبر 2012 على موقع واي باك مشين. - published on سي إن إن on May 18, 2001
- Israeli jets strike back after bomb - published on The Telegraph on May 19, 2001

Coordinates: 32°19′36″N 34°51′44″E / 32.3266°N 34.8621°E